# (2627) Churyumov
(2627) Churyumov es un asteroide perteneciente al cinturón de asteroides, descubierto el 8 de agosto de 1978 por Nikolái Stepánovich Chernyj desde el Observatorio Astrofísico de Crimea (República de Crimea).

## Designación y nombre
Designado provisionalmente como 1978 PP3. Fue nombrado Churyumov en honor al astrónomo ruso Klim Ivánovich Churiúmov.